# Juan Miñón Echevarría
Juan Miñón Echevarria (Madrid, 1953 – 4 de juliol de 2013) va ser un guionista i director de cinema espanyol. Estava casat amb l’actriu Patricia Adriani.
Va començar al cinema com a assistent de producció el 1977 a la pel·lícula Tigres de papel de Fernando Colomo. El 1981 va debutar com a director i guionista amb Kargus, que fou seleccionada per la 38a Mostra Internacional de Cinema de Venècia. No tornaria a dirigir fins al 1986, quan va fer Luna de agosto, ambientada al Marroc i que va formar part de la selecció oficial a la VII edició de la Mostra de València.
El 1989 va escriure i dirigir La blanca paloma, amb la que va ser nominada a l'Espiga d'Or de la Seminci del 1989, en la que el seu protagonista Antonio Banderas va guanyar el premi al millor actor També fou nominada i al Premi del Cinema Europeu al descobriment europeu de l'any als 3rs Premis del Cinema Europeu.
No tornaria al cinema fins al 1993, quan va dirigir Supernova, protagonitzada per Marta Sánchez, que va ser un fracàs total comercial i de crítica. Poc després, però, dirigiria La leyenda de Balthasar el castrado, que va guanyar la Palmera d’Or a la millor pel·lícula en la XVI edició de la Mostra de València el 1995.
Del 1998 al 2001 treballà com a coordinador dels guions de la sèrie de televisió Manos a la obra.

## Filmografia
- Kargus (1981)
- Luna de agosto (1986)
- La blanca paloma (1989)
- Supernova (1993)
- La leyenda de Balthasar el castrado (1993)